# カラマーゾフの兄弟 (テレビドラマ)
『カラマーゾフの兄弟』（カラマーゾフのきょうだい）は、2013年1月12日から3月23日までフジテレビ系列「土ドラ」枠（23:10 - 23:55、JST）で放送された日本のテレビドラマ。

## 概要
原作は19世紀のロシア文学を代表する文豪フョードル・ドストエフスキーの最後の長編小説『カラマーゾフの兄弟』。舞台を放送当時の現代日本に移し、市原隼人、斎藤工、林遣都が物語の中軸を担う「黒澤家」の三兄弟を演じる。
物語全体を三部構成とし、第一部では事件の日に至るまでの三兄弟それぞれの父への“殺意”の芽生えを辿り、第二部では事件当日を、第三部では取り調べから判決までの真相解明を描く。兄弟の父親を演じた吉田鋼太郎がザテレビジョンドラマアカデミー賞で助演男優賞を受賞するなどの評価を受けた。
キャッチコピーは「原作ドストエフスキー。世界的問題作、ドラマ化。」「父親を殺したのは、誰だ。」

## 制作

### 企画とキャスティング
本作の企画は5年前からフジテレビ編成部の佐藤未郷により数度提出されていたが一度も通ることはなかった。だが、2012年4月より若者を対象に設けられたドラマ枠「土ドラ」枠で、『主に泣いてます』や『高校入試』など実験的なドラマが次々と放送される流れの中で5年前の企画が再び持ち上がり、ようやく日の目を見ることとなった。
原作では19世紀当時のキリスト教の宗教観や革命思想などが盛り込まれているが、ドラマでは原作の思想的な部分ではなく、作中の男性たちの心の葛藤に焦点を当てた。ドラマを企画した佐藤はこの事について「罪は許されるのかということに悩み、真剣に考える姿に興味を持った。この姿勢は討論番組などで熱く語る現代の若者に通じると感じた」という。また、ドラマ化については「原作は刺激的な愛憎劇が描かれているので、ドラマ化に向いていると思った」と同時に語っている。
また、前述の通り原作ではキリスト教が背景にあるが、現代の日本では欧米ほど馴染みがないため、それらは西洋医学や法律といった現代の日本の規範となっているものに置き換えられ、それに伴い、登場人物の設定も大幅に変更されている。市原隼人が演じる次男は父親に支配され自分の道を選べない立場に苦悩する役柄で、その職業について弁護士か検事かで議論があったが、父親に「仕事を手伝わされる」という支配のされ方を明確に出すため、弁護士にすることでまとまった。また、林遣都が演じる三男は原作の修道僧から精神科医を目指す医大生に変更されているが、これは「当時の宗教のように現代人が盲目的に信じるものとして医学を位置づけた」ためとしている。
キャスティングについては「どこかで見たことのある配役にしたくない」との思いから屈折した役どころの次男役にあえて過去に熱血漢の役を多数演じてきた市原隼人を、逆に破天荒な長男役の斎藤工、善良な三男役の林遣都、父親役の吉田鋼太郎はそれぞれのイメージに合うことから配役された。

### 演出
企画の佐藤は演出について、「ドラマは分かりやすさを重視する傾向にあるが、今作は視聴者に心情を読み取ってもらうため、あえて不親切な演出を心がけた」と述べている。また、「カラマーゾフ」はロシア語で「黒く塗る」という意味を持つことから、日本でのドラマ化に当たりカラマーゾフ家を「黒澤家」、舞台をカラスが飛び回る「烏目町」とし、さらに黒を基調とした画面づくりをしている。
挿入曲にはドラマ用にオリジナルで制作した劇伴のほか、多数の洋楽ロックやクラシック音楽を織り交ぜて使用している（使用楽曲については劇中使用楽曲の節を参照）。洋楽ロックについては若者の荒ぶる気持ちの象徴として流しており、中でもローリング・ストーンズの「黒くぬれ!」はドラマタイトルの「カラマーゾフ」と同様に"黒塗り"という意味を持つことと楽曲が使用したシーンにぴったりのイメージであるという理由から、ニルヴァーナの「スメルズ・ライク・ティーン・スピリット」は「若者の爆発しそうな思いを直接的に表現できる曲」として選曲された。その他の楽曲についてもシーン一つ一つの意味を考えながら選曲しているという。

### ロケ地
舞台の中心となる黒澤邸の外装は神奈川県鎌倉市の鎌倉文学館を使用している。また、黒澤邸内部などのセット内撮影は東京メディアシティTMCスタジオで行われている。

## あらすじ
1月14日、黒澤家当主・黒澤文蔵が自宅の寝室で殺害された。死因は鈍器で頭部を強打されたことによる脳挫傷および、脳内出血だった。不動産業「黒澤地所」を営み、地方都市・烏目町一帯に多くの土地をもつ有力者である文蔵は、自己中心的で利益優先の取引も絶えず、欲という欲を満たし、「クロサワの酒好き、金好き、女好き」と町中で揶揄され、家族には暴力・暴言を振るい、周囲の誰からも愛されていなかった。
文蔵には、三人の息子達がいた。前妻・梓との間に生まれた失業中で遊び人の長男・満。そして、後妻・詩織との間に生まれたエリート弁護士の次男・勲と、医科大学四回生で精神科医を目指す三男・涼。文蔵の遺体の第一発見者は三男・涼であった。
長男・満は失業中の身で借金も抱えていたが、恋人・遠藤加奈子と同棲しながらヒモのような生活をしていた。事件の二週間ほど前、BAR・メトロポリスにて謎の美女・吉岡久留美と出会い、彼女の中に見出した寂しさへ惹かれていく。
次男・勲は東京の一流大学法学部、法科大学院を卒業後、司法試験に一発合格し、東京の法律事務所で働いていた。事件の二週間ほど前、「家族会議がある」と呼び出され、久しぶりに黒澤邸に戻って来たが、相変わらずの父の横暴ぶりに嫌気がさしていた。
三男・涼は医大生で、寮で暮らしながら精神科医の道を目指していた。事件の二週間ほど前、町中でいじめられていた小学生・杉山一郎を助けた際に名を名乗ると、「クロサワなんか死んじまえ！」と手を噛まれている。
文蔵殺しの容疑者として警察から任意同行を求められた三兄弟は、刑事・入江悟史から執拗な取り調べを受けることになる。三兄弟それぞれに父・文蔵を殺す動機があったのである。
事件当日、食中毒で気分を悪くし、屋敷の離れで休息していた使用人・末松進の代わりに、用事を済ませようとしていた秘書・小栗晃一が、文蔵の遺体近くの階段下に倒れていた。
二名とも救急車で搬送され、命に別状はなかったが、実は末松の食中毒は黒澤邸の庭から採取できるトリカブトの毒(アコニチン)が原因であり、小栗はとある人物に階段から突き落とされていたのだった。
入江はこれらすべてを犯人の仕組んだものと見なし、小栗を突き落とした人物の名を意識を取り戻した小栗自身から聞きだそうとしていた。
第一部では取調べの中から露わとなっていく、事件当日に至るまで父への“殺意”の芽生えを兄弟ひとりひとりの生い立ちからたどっていく。
第二部では、事件当日を、第三部では、取り調べから判決までの真相解明を描く。

## 登場人物

### 黒澤家
黒澤 勲 (26) - 市原隼人（幼少期：木村聖哉）
黒澤家の次男。エリート弁護士。趣味で猟奇的な小説「汚れた血族」を執筆している。父親の資産を守るためだけに多額の金を出して弁護士にさせたのだと文蔵から言い含められている。高校時代、忌まわしい烏目町を離れ、東京の大学で法律の勉強をするために父親と利息年15%の金銭消費貸借契約書を交わし、弁護士になった暁には文蔵の役に立つことを約束した。
大学在学中に司法試験に合格し大学を3年で卒業後、東京の弁護士事務所に勤める。ある日、家族会議のためにと黒澤家に呼び戻され、文蔵から取引先の杉卓工務店とのトラブルを解決するよう言い渡される。
兄の満の恋人となった加奈子のことを、密かに想っている。
原作のイヴァン（ワーニャ、理科大出身の知識人）に当たる。
黒澤 満 (29) - 斎藤工（幼少期：中山玲凰 / 少年期：鈴木涼馬）
黒澤家の長男。失業中の遊び人。投資に失敗し多額の借金を背負う。文蔵に遺産の生前贈与を要求し、それが叶ったら黒澤家を離れバーを経営することを目論んでいた。
市長と産廃業者が癒着している現場を写真で押さえてほしいと先輩の平木（演：金子太郎）に依頼されて、金のために引き受ける。その仕事で加奈子が市長の娘であることを知り、偶然を装い接近し、加奈子と同棲するようになる。
バーで知り合った謎の女性・久留美から巧い融資話に乗せられるが、それが文蔵の指示による罠であった。そして、久留美が文蔵の愛人の一人であることを知り愕然とする。
原作のドミートリイ（ミーチャ、退役軍人）に当たる。
黒澤 涼 (22) - 林遣都（幼少期：大山蓮斗）
黒澤家の三男。医科大学4回生。園田教授との出会いから精神医学の重要性を知り、精神科医を目指すようになる。殺害された文蔵の第一発見者。
原作のアレクセイ（アリョーシャ、修道僧）に当たる。
黒澤 文蔵 (65) - 吉田鋼太郎
黒澤家の当主。黒澤地所社長。烏目町の資産家。満・勲・涼の父親。感情の起伏が激しく、自分の意にそぐわないことが起きると、家族でも関係なく暴力を振るう。
ある日、自宅の寝室で頭をめった打ちにされ、ベッドの上で十字架に貼りつけにされたような置き方をされた奇妙な他殺体として発見される。三男の涼が第一発見者。
原作のフョードルに当たる。
黒澤 梓
文蔵の先妻。満の母親。外に男性を作って、黒澤家から居なくなる。
原作のアデライーダに当たる。
黒澤 詩織 - 安藤サクラ
文蔵の後妻。勲・涼の母親。20年前に手首を切って自殺を図り、死亡する。
原作のソフィヤに当たる。
末松 進 (21) - 松下洸平
使用人。本名：佐々木純也。文蔵の隠し子。黒澤家の食事などの家事全般を担当している。
原作のスメルジャコフ（使用人、コック）に当たる。
小栗 晃一 - 渡辺憲吉
秘書。当主・文蔵に代わって後妻・詩織の墓石を守っている。
原作のグリゴーリイ（老使用人）に当たる。

### 警察
入江 悟史 - 滝藤賢一
県警刑事部刑事。文蔵が殺害された事件を捜査する。
満・勲・涼を容疑者として執拗に取り調べ、彼らの生い立ちや人間関係から文蔵が殺された経緯を追う。
宮島 - 今村裕次郎（第5 - 最終話）
県警刑事部刑事。入江とともに事件を捜査する。

### 杉山家
杉山 卓郎 - 水野智則　
杉卓工務店社長。黒澤地所からビル新築工事の仕事を請け負ったが、建築途中で事故が起きてしまう。
ビル建築費用の残金を文蔵に請求したが、ビルは完成していない段階でその請求は不当だと言われ、残金を支払ってもらえなかった。
原作のスネギリョフ（元二等大尉）に当たる。
杉山 一郎 - 樋口海斗
卓郎・幸恵の息子。小学児童。同級生からいじめを受けているときに涼に助けてもらう。黒澤地所と杉卓工務店とのトラブルから黒澤家に敵意を持っていたが、やがて涼と心を許し合えるようになる。
原作のイリューシャ（イリューシェチカ、中学生）に当たる。
杉山 幸恵 - 中村真知子（第4話）
卓郎の妻。一郎の母親。病気を患って、園田教授と同じ病院に入院している。

### その他
遠藤 加奈子 (26) - 高梨臨
満の彼女。市長の娘。彼の才能なら能力に見合った仕事が必ず見つかると信じて、金品を貢いでいる。満の将来を心配し、大学の友人でもある彼の弟・勲に相談する。
原作のカチェリーナ（カーチャ）に当たる。
吉岡 久留美 - 芳賀優里亜
文蔵の友人。満とバーで知り合い、職業は愛人だと話す。
原作のアグラフェーナ（グルーシェンカ）に当たる。
園田 志朗 - 小野寺昭
医科大学医学部教授。涼の恩師。持病の心臓疾患が悪化し病院に入院する。
精神医学を専門とし、大学内で不登校児を対象に開いている「心のコミュニケーション広場」を涼に見学させ、精神医学の重要性を説く。
原作のゾシマ（修道院の長老）に当たる。
岩崎 ‐ 石原善暢（第1話）
弁護士。
園田 弘子 - 佐藤直子（第4話）
志朗の妻。
丸谷 八重子 - 山野海（第6・9 - 10話）
詩織が自殺する直後まで黒澤家の使用人として従事していた。黒澤地所の事業拡大のために文蔵から取引相手の醜業行為を強要されたことで詩織は段々と心が壊れていき、自殺に至ったと涼に教える。
佐々木 梨沙 - 岩田さゆり（第10話）
純也の母親。文蔵との間に子供を身籠るが認知してもらえず、独りで汐月総合病院で出産し、産後の肥立ちが悪く子供を産んで間もなく死亡する。その後、身寄りが無くなった純也は児童養護施設に預けられる。
原作のリザヴェーに当たる。

## 作品の評価
第76回ザテレビジョンドラマアカデミー賞において、黒澤文蔵役の吉田鋼太郎が助演男優賞を受賞した。圧倒的存在感で暴君を演じ切り、「“悪”をエンターテインメントに昇華していた」などの評価を受けた。このほか、監督賞で5位にランクインしている。審査員の麻生千晶はこの回の最注目作品に挙げ、「外国文学の超有名作品を現代日本に置き換える至難の業が、吉田の名演によって最少の不自然さに抑えられ、就中、ロマネスクな物語世界を構築することに成功」したと寸評を述べている。

## スタッフ
- 原作 - フョードル・ドストエフスキー
- 参考文献 - 亀山郁夫訳『カラマーゾフの兄弟』（光文社古典新訳文庫）
- 脚本 - 旺季志ずか、武井彩
- 音楽 - 羽深由理
- 演出 - 都築淳一、佐藤源太、村上正典
- 演出補 - 池辺安智、淵上正人
- 音楽プロデューサー - 志田博英
- スタントコーディネート - 釼持誠
- 法律監修 - 中島博之
- 医療監修 - 佐々木理恵
- 編成企画 - 佐藤未郷
- プロデュース - 森安彩（共同テレビ）
- プロデューサー補 - 上久保友貴
- 制作 - フジテレビ
- 制作著作 - 共同テレビ

## サブタイトル
| 各話                                                      | 放送日        | サブタイトル              | 脚本       | 演出     | 視聴率 |
| --------------------------------------------------------- | ------------- | ------------------------- | ---------- | -------- | ------ |
| 第1話                                                     | 2013年1月12日 | 〜汚れた血族〜            | 旺季志ずか | 都築淳一 | 7.4%   |
| 第2話                                                     | 2013年1月19日 | 〜次男・勲 侵された魂〜   | 旺季志ずか | 都築淳一 | 7.3%   |
| 第3話                                                     | 2013年1月26日 | 〜長男・満 棄てられた犬〜 | 旺季志ずか | 佐藤源太 | 8.5%   |
| 第4話                                                     | 2013年2月02日 | 〜三男・涼 奪われた我〜   | 旺季志ずか | 村上正典 | 6.4%   |
| 第5話                                                     | 2013年2月09日 | 〜剥がれる仮面〜          | 武井彩     | 都築淳一 | 6.3%   |
| 第6話                                                     | 2013年2月16日 | 〜死を刻む砂音〜          | 武井彩     | 佐藤源太 | 6.5%   |
| 第7話                                                     | 2013年2月23日 | 〜黒く潰された空白〜      | 旺季志ずか | 村上正典 | 5.0%   |
| 第8話                                                     | 2013年3月02日 | 〜断ち切れない鎖〜        | 旺季志ずか | 都築淳一 | 5.6%   |
| 第9話                                                     | 2013年3月09日 | 〜引き裂かれた果てに〜    | 旺季志ずか | 佐藤源太 | 4.4%   |
| 第10話                                                    | 2013年3月16日 | 〜顔の無い仔〜            | 武井彩     | 村上正典 | 5.1%   |
| 最終話                                                    | 2013年3月23日 | 〜真実の色〜              | 旺季志ずか | 都築淳一 | 6.3%   |
| 平均視聴率 6.3%（視聴率は関東地区・ビデオリサーチ社調べ） |               |                           |            |          |        |

## 関連商品
ホームメディア
カラマーゾフの兄弟 Blu-ray BOX & DVD BOX
いずれもセル専用で2013年8月2日発売。発売元：フジテレビジョン、販売元：TCエンタテインメント。

サウンドトラック
フジテレビ系ドラマ「カラマーゾフの兄弟」オリジナルサウンドトラック
2013年2月27日発売、ポニーキャニオン。
収録曲に劇伴のほか上記の一部クラシック曲を含む。

## コラボレーションCM
前番組の『高校入試』に続き、筆頭スポンサー・日産自動車による土ドラ枠限定のインフォマーシャル「NISSAN ドラマinドラマ」を放送。今回はそのシーズン2として『あなたが追いつめる バカリーズムの兄弟』が放送された。前作に引き続き、バカリズムが出演。バカリズムがバカリーズム家の三兄弟（良知・英知・末知）と当主・貞知の一人四役を、ミッキー・カーチスがバカリーズム家の執事・森山を演じている。ナレーションはドラマ本編で刑事・入江悟史役を演じる滝藤賢一が担当し、第7話放送分からは本編と同じ役で出演している。物語は視聴者が今後の展開を特設サイト上から二択で選び、投票数の多かったものが次週放送される。

## 挿入曲
以下は各話で使用されている楽曲である。ただし、劇伴は除く。
- The Rolling Stones「Paint It,Black」（第1 - 2・5・最終話）[5]
- サン＝サーンス「死の舞踏」（第1 - 2・8話）[5]
- サミュエル・バーバー「弦楽のためのアダージョ」（第1 - 4・8 - 10話）[5][9][10]
- Nirvana「Smells Like Teen Spirit」（第1・6・最終話）[5]
- Doves「Here It Comes」（第1話）[5]
- Radiohead「The National Anthem」（第1話）[5]
- Led Zeppelin「Babe I'm Gonna Leave You」（第2話）[5]
- Pink Floyd「Another Brick in the Wall Part.1」（第3話）[9]
- ラヴェル「亡き王女のためのパヴァーヌ」（第3・7・9話）[9]
- The Strokes「Heart in a Cage」（第3・6話）[9]
- Nick Drake「One of These Things First」（第4話）[10]
- ショパン「子守歌」（第4話）[10]
- The Beatles「Blackbird」（第4話）[10]
- チャイコフスキー「序曲『1812年』作品49」（第4 - 5話）[10]
- Radiohead「Idioteque」（第4話）[10]
- Led Zeppelin「Whole Lotta Love」（第5話）
- モーツァルト「レクイエム」（第5話）
- Lou Reed「Perfect Day」（第5話）
- マーラー「交響曲第5番」第4楽章（第6話）
- グリーグ「ペール・ギュント」より「山の魔王の宮殿にて」（第6話）
- Led Zeppelin「Dazed and Confused」（第6話）
- ショパン「ノクターン第20番」（第7話）
- Radiohead「No Surprises」（第7話）
- The Doors「The End」（第7話）
- チャイコフスキー「スラヴ行進曲」（第7話）
- Led Zeppelin「Heartbreaker」（第7話）
- Damien Rice「Cold Water」（第8話）
- The White Stripes「Dead Leaves and the Dirty Ground」（第8話）
- Coldplay「A Rush of Blood to the Head」（第9話）
- Radiohead「Everything in Its Right Place」（第9話）
- 22-20s「Devil in Me」（第10話）
- The White Stripes「Seven Nation Army」（第10話）